# Kedoshim
Kedoshim, K'doshim, o Qedoshim (ebraico: קְדֹשִׁים — tradotto in italiano: "santi”, 14ª parola e incipit di questa parashah) 30ª porzione settimanale della Torah (ebr. פָּרָשָׁה – parashah o anche parsha/parscià) nel ciclo annuale ebraico di letture bibliche dal Pentateuco, settima nel Libro del Levitico. Rappresenta il passo 19:1-20:27 di Levitico, che gli ebrei leggono generalmente alla fine di aprile o in maggio.
Il calendario ebraico lunisolare contiene fino a 55 settimane, col numero esatto che varia tra 50 settimane negli anni comuni e 54-55 negli anni bisestili. In questi ultimi (per es. il 2014 e 2016), la Parshah Kedoshim viene letta separatamente. Negli anni comuni (per es. 2012, 2013, 2015, 2017 e 2018), la Parshah Kedoshim è combinata con la parashah precedente, la Acharei Mot, per ottenere il numero di letture settimanali necessarie.
Alcune congregazioni dell'Ebraismo conservatore sostituiscono le letture tradizionali di Levitico 18 con le letture da Levitico 19 durante il servizio liturgico Minchah dello Yom Kippur. Inoltre, nel libro di preghiere standard (Mahzor) dell'Ebraismo riformato nella sezione "Grandi feste", si leggono Levitico 19:1-4, 9–18 Archiviato il 27 gennaio 2018 in Internet Archive., e 32–37 Archiviato il 27 gennaio 2018 in Internet Archive. come lettura della Torah nel servizio liturgico pomeridiano dello Yom Kippur.
Kodashim è anche il nome del quinto ordine della Mishnah, Tosefta e Talmud babilonese. Il termine "kedoshim" viene a volte usato per riferirsi ai sei milioni di ebrei uccisi durante l'Olocausto (Shoah), che alcuni chiamano "kedoshim" poiché hanno realizzato la mitzvah di Kiddush Hashem (ebraico: קידוש השם, la "santificazione del nome").

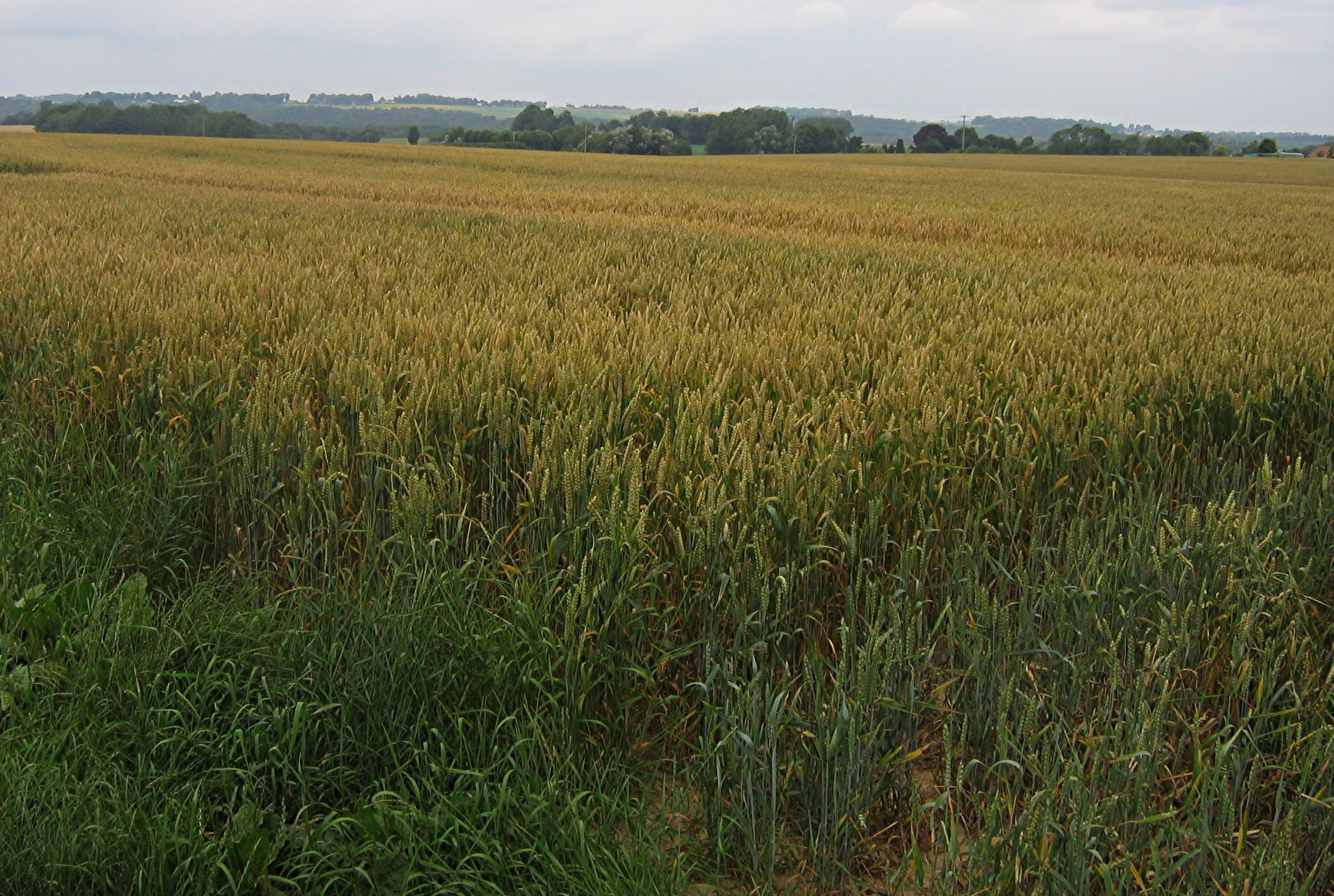
“Non mieterete fino al margine del campo”

### Testi
- Testo Masoretico e traduzione JPS 1917, su mechon-mamre.org. URL consultato il 24 febbraio 2013 (archiviato dall'url originale il 27 gennaio 2018).
- Parshah cantata, su bible.ort.org. URL consultato il 24 febbraio 2013 (archiviato dall'url originale il 14 maggio 2011).
- Parshah in ebraico, su mechon-mamre.org.

### Commentari
- Academy for Jewish Religion, California, su ajrca.org. URL consultato il 24 febbraio 2013 (archiviato dall'url originale il 17 marzo 2012).
- Academy for Jewish Religion, New York, su ajrsem.org.
- Aish.com. URL consultato il 24 febbraio 2013 (archiviato dall'url originale il 20 aprile 2011).
- American Jewish University, su judaism.uj.edu (archiviato dall'url originale il 1º maggio 2008).
- Anshe Emes Synagogue, Los Angeles, su anshe.org. URL consultato il 24 febbraio 2013 (archiviato dall'url originale il 1º novembre 2012).
- Bar-Ilan University, su biu.ac.il.
- Chabad.org.
- eparsha.com.
- G-dcast, su g-dcast.com. URL consultato il 24 febbraio 2013 (archiviato dall'url originale l'8 febbraio 2013).
- The Israel Koschitzky Virtual Beit Midrash, su vbm-torah.org. URL consultato il 24 febbraio 2013 (archiviato dall'url originale il 14 maggio 2011).
- Jewish Agency for Israel, su jewishagency.org. URL consultato il 24 febbraio 2013 (archiviato dall'url originale il 15 settembre 2012).
- Jewish Theological Seminary (XML), su jtsa.edu. URL consultato il 24 febbraio 2013 (archiviato dall'url originale l'11 marzo 2013).
- MyJewishLearning.com. URL consultato il 24 febbraio 2013 (archiviato dall'url originale il 20 novembre 2008).
- Ohr Sameach, su ohr.edu.
- Orthodox Union, su ou.org.
- OzTorah, Torah from Australia, su oztorah.com.
- Oz Ve Shalom — Netivot Shalom, su netivot-shalom.org.il. URL consultato il 24 febbraio 2013 (archiviato dall'url originale il 24 giugno 2010).
- Pardes from Jerusalem, su pardes.org.il. URL consultato il 24 febbraio 2013 (archiviato dall'url originale l'11 ottobre 2008).
- Rabbi Dov Linzer, su rabbidovlinzer.blogspot.com.
- RabbiShimon.com. URL consultato il 24 febbraio 2013 (archiviato dall'url originale il 25 agosto 2011).
- Rabbi Shlomo Riskin, su ohrtorahstone.org.il. URL consultato il 24 febbraio 2013 (archiviato dall'url originale il 21 agosto 2011).
- Rabbi Shmuel Herzfeld, su rabbishmuel.com. URL consultato il 24 febbraio 2013 (archiviato dall'url originale l'11 marzo 2013).
- Reconstructionist Judaism, su www4.jrf.org. URL consultato il 24 febbraio 2013 (archiviato dall'url originale il 16 febbraio 2006).
- Sephardic Institute, su judaic.org. URL consultato il 24 febbraio 2013 (archiviato dall'url originale il 26 luglio 2011).
- Shiur.com.
- Jewish Torah Audio, su 613.org. URL consultato il 24 febbraio 2013 (archiviato dall'url originale il 22 maggio 2011).
- Tanach Study Center, su tanach.org.
- Torah from Dixie, su tfdixie.com. URL consultato il 24 febbraio 2013 (archiviato dall'url originale il 5 marzo 2012).
- Torah.it, su archivio-torah.it.
- Torah.org.
- TorahVort.com.
- Union for Reform Judaism, su urj.org. URL consultato il 24 febbraio 2013 (archiviato dall'url originale il 18 giugno 2009).
- United Hebrew Congregations of the Commonwealth, su chiefrabbi.org. URL consultato il 24 febbraio 2013 (archiviato dall'url originale il 10 aprile 2012).
- United Synagogue of Conservative Judaism, su uscj.org. URL consultato il 24 febbraio 2013 (archiviato dall'url originale il 14 agosto 2012).
- What’s Bothering Rashi?, su shemayisrael.com.
- Yeshiva University, su yutorah.org. URL consultato il 24 febbraio 2013 (archiviato dall'url originale il 18 dicembre 2019).